# حق دسترسی به اینترنت
حق دسترسی به اینترنت (به انگلیسی: Right to Internet access) که با نام‌های حق پهنای باند (به انگلیسی: right to broadband) یا آزادی اتصال (به انگلیسی: freedom to connect) نیز شناخته می‌شود، دیدگاهی است که بر اساس آن همهٔ انسان‌ها باید بتوانند با هدف استفاده از آزادی بیان و دسترسی به حقوق اساسی بشر به اینترنت دسترسی داشته باشند. کشورها مسئول حصول اطمینان از امکان دسترسی به اینترنت هستند و کشوری حق ندارد بدون دلیل دسترسی فردی به اینترنت را محدود کند. در بسیاری از کشورها دسترسی به اینترنت به عنوان یک حق شناخته می‌شود.